# Jerbu pentadàctil petit
El jerbu pentadàctil petit (Scarturus elater) és una espècie de rosegador de la família dels dipòdids. Viu a l'Afganistan, Armènia, l'Azerbaidjan, la Xina, Geòrgia, l'Iran, el Kazakhstan, el Kirguizstan, Mongòlia, el Pakistan, Rússia, el Tadjikistan, el Turkmenistan i l'Uzbekistan. Es tracta d'un animal nocturn i crepuscular que s'alimenta d'herbes, llavors i insectes. Els seus hàbitats naturals són els deserts solonètzics. És una espècie en risc mínim, és a dir, no sembla que hi hagi cap amenaça significativa per a la seva supervivència.